# توماتین

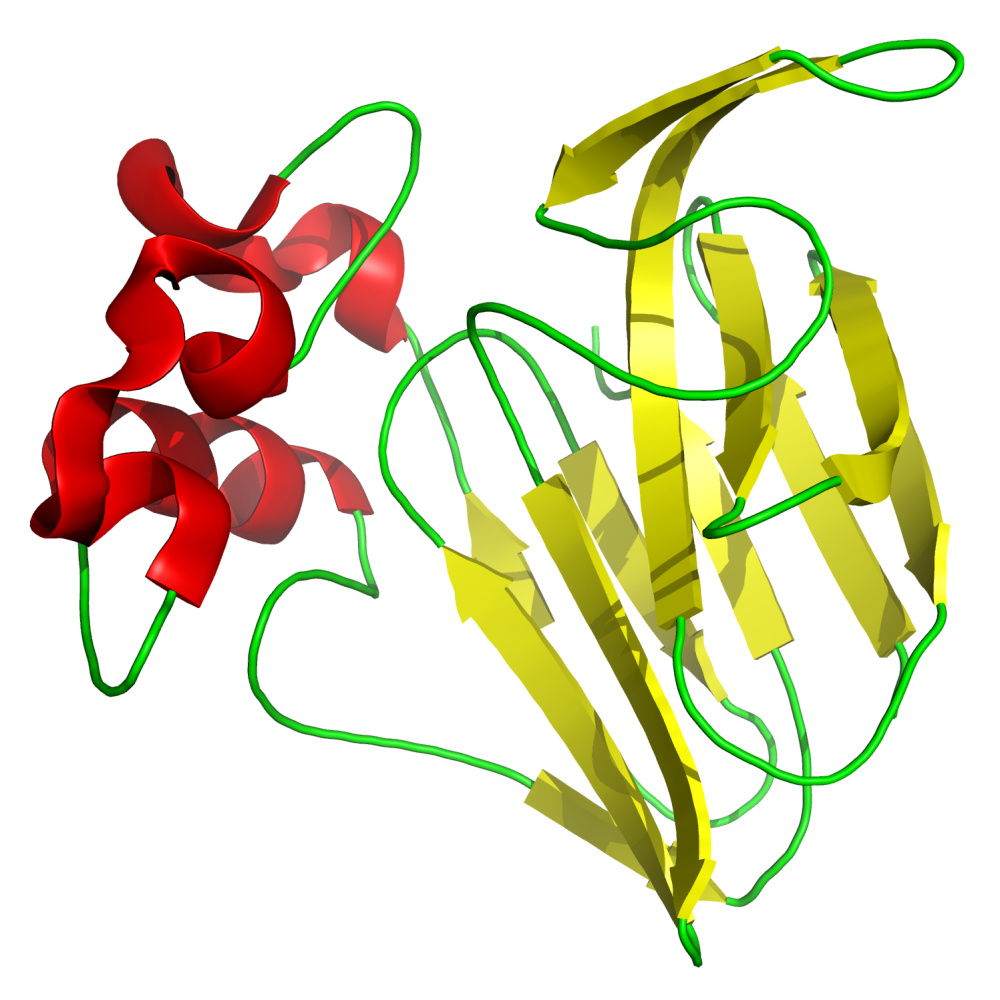
نگاره ای فرضی از پروتئین توماتین

توماتین (به انگلیسی: Thaumatin) شیرین کننده‌ای کم کالری و اصلاح‌کننده عطر و طعم مواد خوراکی است. اما این پروتئین اغلب در درجه اول برای طعم دهندگی و نه منحصراً به عنوان شیرین‌کننده استفاده می‌شود.
توماتین نخستین بار از محلول پروتئینی به دست آمده از گیاه توت معجزه آسا یا توت سرندی‌پیتی آفریقایی که در غرب آفریقا یافت می‌شود استخراج گردید. برخی از پروتئین‌های خانوادهٔ توماتین حتی تا ۲۰۰۰ برابر نیز شیرین تر از شکر هستند اما دارای طعمی کاملاً متفاوت می‌باشند. شیرینی توماتین به آرامی شکل می‌گیرد و تا مدت زیادی دوام دارد. توماتین بسیار در آب محلول است و در حرارت بالا و شرایط اسیدی نیز پایدار است.
توماتین‌ها در اصل پروتئین‌های مرتبط با بیماریزایی هستند که هنگامی در توت سرندی پیتی آفریقایی تولید می‌شوند که این گیاه مورد حملهٔ بیمارگرهای گیاهی یا ویروییدها قرار می‌گیرد.
توماتین به وسیلهٔ روش‌هایی چون استخراج صنعتی و سنتی از گیاه یا به شیوهٔ مصنوعی با استفاده از مهندسی ژنتیکی باکتری‌ها تولید می‌گردند.
توماتین به عنوان یک شیرین‌کننده در کشورهایی چون کشورهای اتحادیه اروپا (E957)، و ژاپن تأیید شده‌است. در ایالات متحده، توماتین به عنوان یک طعم دهنده امن (FEMA GRAS 3732) به‌طور کلی به رسمیت شناخته شده‌است اما نه به عنوان یک شیرین کننده.
توماتین به دلیل اینکه به آسانی و به سرعت در حضور یون‌های تارترات متبلور می‌شود، اغلب به عنوان نمونه‌ای برای مطالعه و پژوهش پیرامون تبلور پروتئین‌ها مورد استفاده قرار می‌گیرد.